# Javier Alfaya
Javier Alfaya Bula (Ramallosa, Bayona; 6 de agosto de 1939-Madrid, 29 de enero de 2018) fue un periodista, poeta, ensayista, novelista y traductor español.

## Biografía
Como periodista, desarrolló a lo largo de su vida una importante labor en prensa española y extranjera. Fue redactor de revistas progresistas o de izquierda como Triunfo, Mundo Obrero y La Calle, y colaborador en diarios como El País, El Mundo y El Independiente. También trabajó en publicaciones culturales como Cuadernos para el Diálogo, Letra Internacional, Ínsula, A Nosa Terra y Revista de Occidente. En el marco internacional, colaboró con Le Monde Diplomatique.
En 1985 fue cofundador de la revista de música clásica Scherzo, de la que fue presidente hasta su fallecimiento. 
Como traductor y en colaboración con su mujer y su hijo, Bárbara McShane y Patrick Alfaya McShane, trasladaron al castellano obras de Joseph Conrad, Graham Greene, Nadine Gordimer, Ernest Hemingway, Gerald Durrell, Iris Murdoch, Isak Dinesen, Isaac Asimov, George Steiner y Salman Rushdie, entre otros.
En 2011 donó a la Biblioteca Nacional de España un legado de correspondencia mantenida con diversos escritores españoles y extranjeros como Vicente Aleixandre, Manuel Andújar, Paul Preston, Manuel Tuñón de Lara o Juan Goytisolo, así como de compositores y musicólogos como Hans Werner Henze o Henri Dutilleux.

## Obra

### Poesía
- Transición (1970)
- La libertad, la memoria (1986)

### Ensayo
- La memoria insumisa (con Nicolás Sartorius, 1999)
- Crónica de los años perdidos (2003)

### Narrativa
- El traidor melancólico (1991), relatos
- Eminencia o la memoria fingida (1993), novela
- Una luz en la marisma (1994), juvenil
- Leyenda o el viaje sentimental (1996), novela
- El chico rumano (2006) juvenil
- Inquietud y desorden en la Casa Abacial (2008) novela